# Mary Steen
Mary Steen, nata Mary Dorothea Frederica Steen (Hvilsager, 28 ottobre 1856 – Copenaghen, 7 aprile 1939) è stata una fotografa e femminista danese.

## Biografia
Terza figlia dell'insegnante Niels Jensen e di Caroline Kirstine Petersen, nacque in un piccolo villaggio dello Jutland, posto tra le città di Aarhus e Randers, che all'epoca faceva parte della contea di quest'ultima città. La numerosa famiglia fu educata dal padre, quando ebbe circa 16 anni andò a Copenhaghen con l'intento di assicurarsi una sua indipendenza. Dapprima pensò di diventare infermiera, poi frequentò e si diplomò alla scuola "Handelsskolen for Kvinder", fondata nel 1872 dall'associazione delle donne danesi (Dansk Kvindesamfund), diretta da Caroline Testman. Scoprì che il lavoro d'ufficio al quale venivano indirizzate le ragazze non le si confaceva, così andò in Svezia dove imparò la fotografia che approfondì presso un fotografo danese, di cui ignoriamo il nome.

Nel 1879 nacque sua figlia Aurelia, ma non risulta né che fosse sposata né chi fosse il padre. Negli anni successivi non compare più il nome della figlia.
Nel 1884 aprì un proprio studio fotografico nel centro di Copenaghen specializzandosi nella fotografia di interni, diventando così una pioniera in Danimarca in questo genere fotografico dal momento che si trattava di uno dei temi più ostici per i fotografi sia per la prolungata esposizione che per la mancanza di adeguate fonti luminose, essendo l'elettricità ancora scarsamente poco diffusa. Nel 1888 le sue fotografie che mostravano la casa della famiglia Fleron a Copenaghen sono le prime dove si possono vedere delle persone nei loro salotti.
Nel medesimo anno venne nominata fotografa della corte reale danese e della principessa Alessandra, che diventerà nel 1901 regina d'Inghilterra, moglie di Edoardo VII. Fu la stessa Alessandra ad invitare Steen a Londra intorno al 1895 dove ebbe modo di conoscere la regina Vittoria e di fotografare la dimora di Windsor. In tale circostanza fotografò, non solo gli interni, ma anche la colazione con i nipoti dei reali e la servitù indiana. Riprese il Marlborough House a Londra dove la principesa ed il principe ereditario vivevano con i loro figli, nonché il Palazzo di St. James del duca di York. Anche se Alessandra avrebbe desiderato che Steen restasse in Gran Bretagna, la fotografa preferì tornare in Danimarca.
A Copenaghen e in Danimarca il suo studio fotografico era famoso anche per l'altolocata clientela e per essere stata accolta dai reali inglesi, perciò continuò ad avere clienti prestigiosi e della nobiltà. Nonostante l'indubbio successo di cui godette, considerò il suo lavoro un mestiere e non un'arte. Il suo impegno si orientò inoltre verso le donne che incoraggiò verso la fotografia e verso condizioni di lavoro umane e non umilianti, come avere la mezza giornata di chiusura domenicale, gli otto giorni di ferie, un salario onorevole, il miglioramento dell'ambiente di lavoro nelle camere oscure e nel ritocco per le molte donne che lavoravano nel suo laboratorio. Fu una sostenitrice e dirigente dell'Associazione delle donne danesi (Dansk Kvindesamfund). Insieme alla fotografa Julie Laurberg fece i ritratti della maggioranza delle donne che furono le pioniere del movimento femminile danese.
Affetta da una sordità che aumentava con l'età, nel 1918 decise di chiudere il suo atelier vendendolo all'attore e regista Robert Schyberg (1872-1946).

### Vita privata
Visse con una ragazza norvegese, forse una sua allieva, una certa signorina Torp, che comunque lavorò nel suo laboratorio quando lei era via per fotografare gli interni delle case nobiliari. Successivamente diventò intima della pittrice Olga Meisner-Jensen (1877-1949) ed ebbero un vasto numero di amicizie ed una villa a Rungsted. Dopo la morte di Mary Steen, nel 1939, Meisner-Jensen si prese cura dei parenti dell'amica.

## Galleria d'immagini

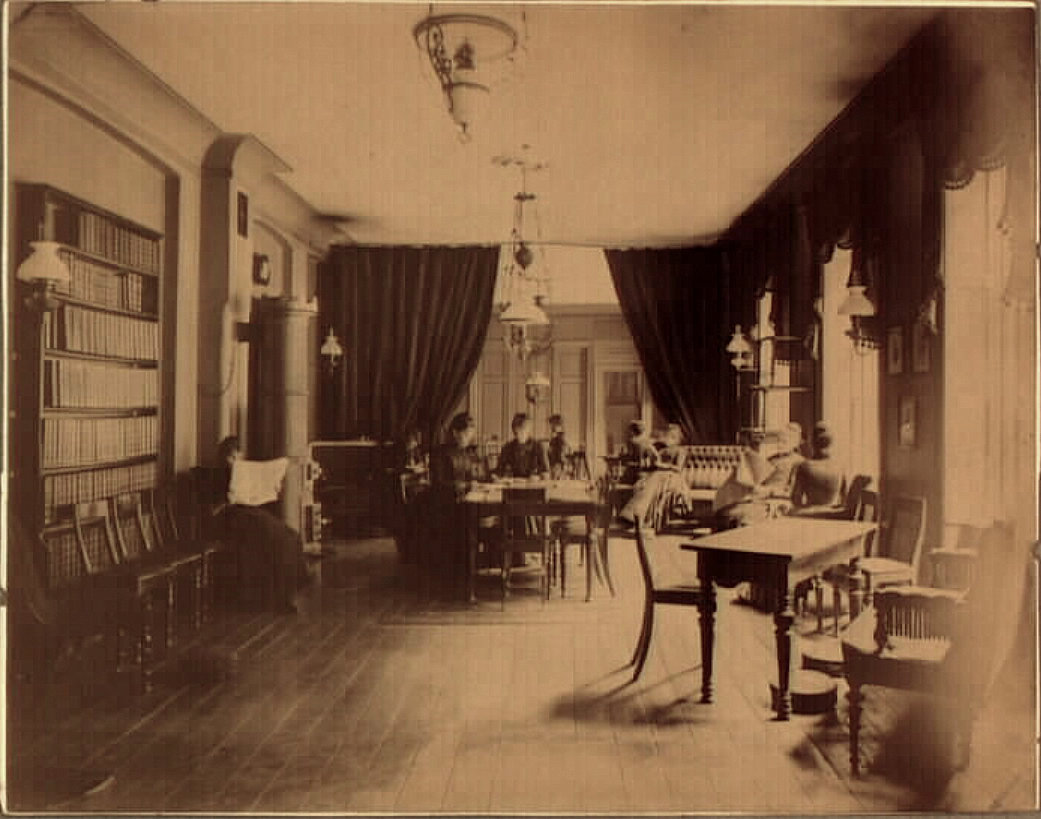
la sala dell'Associazione delle Donne Lettrici "Kvindelig Læseforening" a Copenaghen, 1890 circa
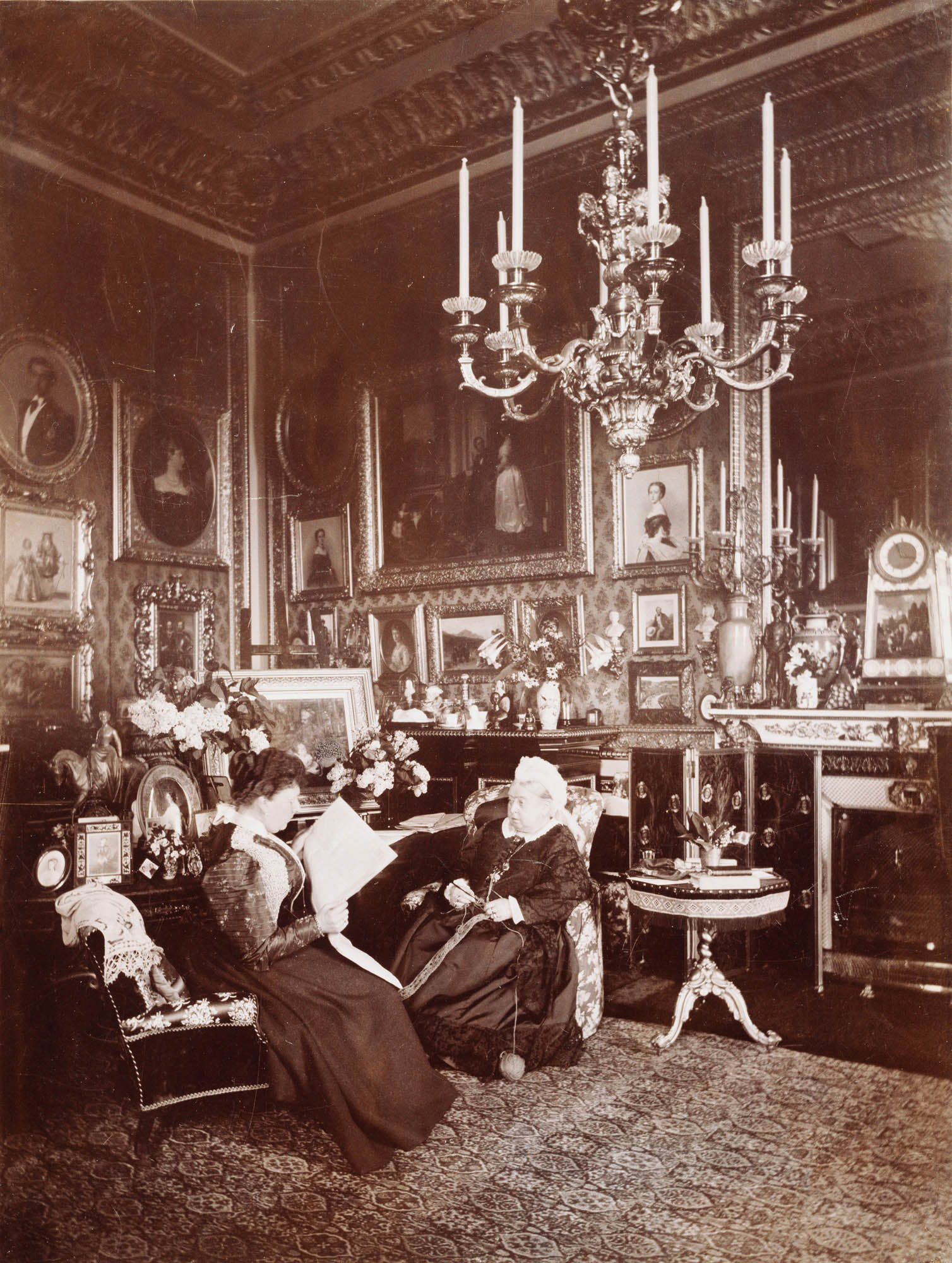
La regina Vittoria e la principessa Beatrice al Castello di Windsor, 21 maggio 1895
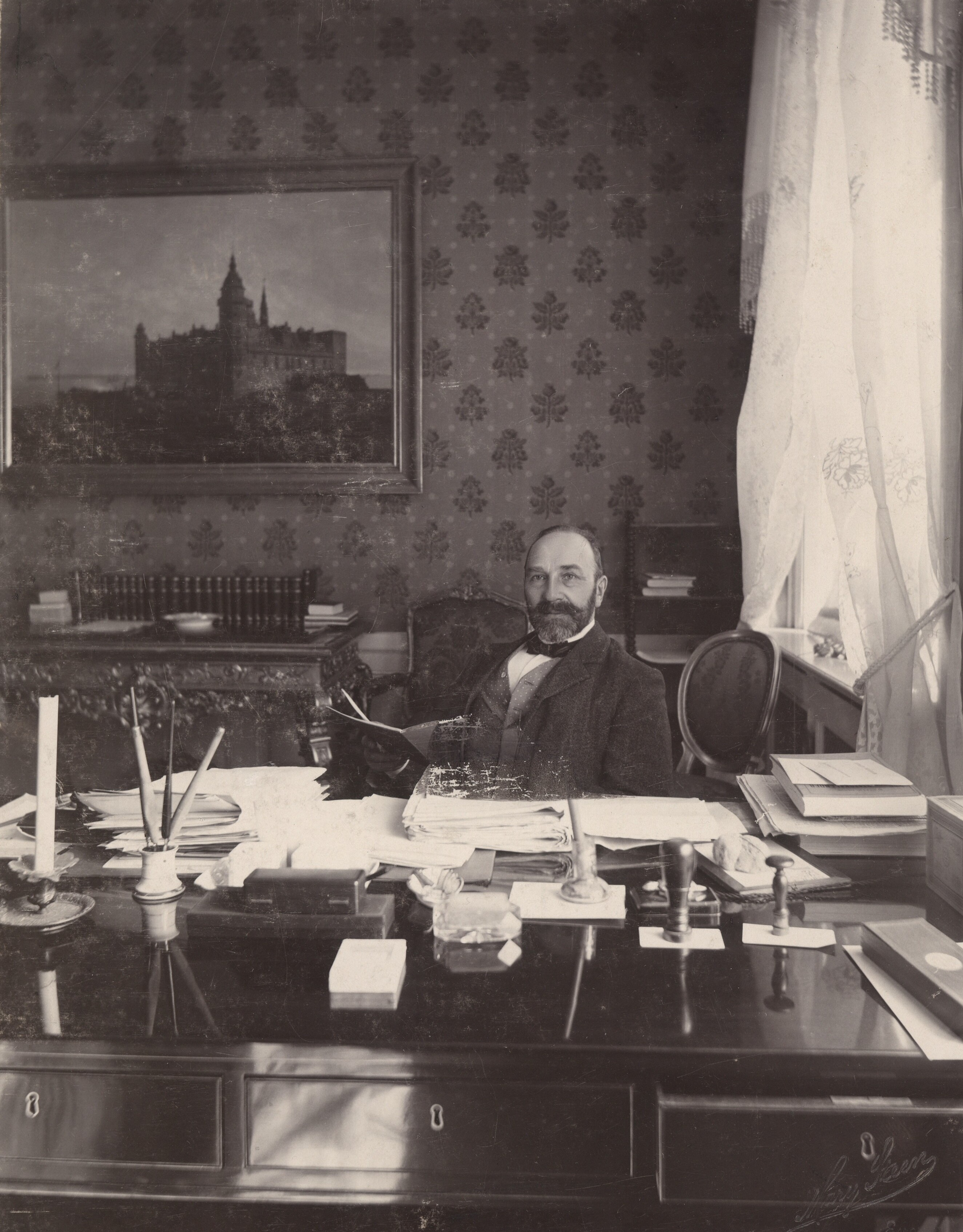
Il Presidente del Consiglio danese 1901-05 Johan Henrik Deuntzer, 1900
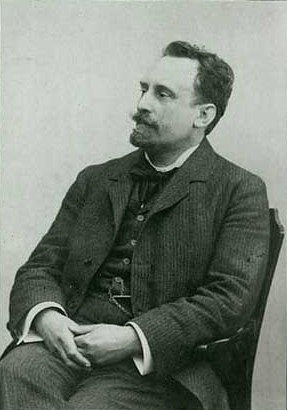
il poeta Viggo Stuckenberg, 1905
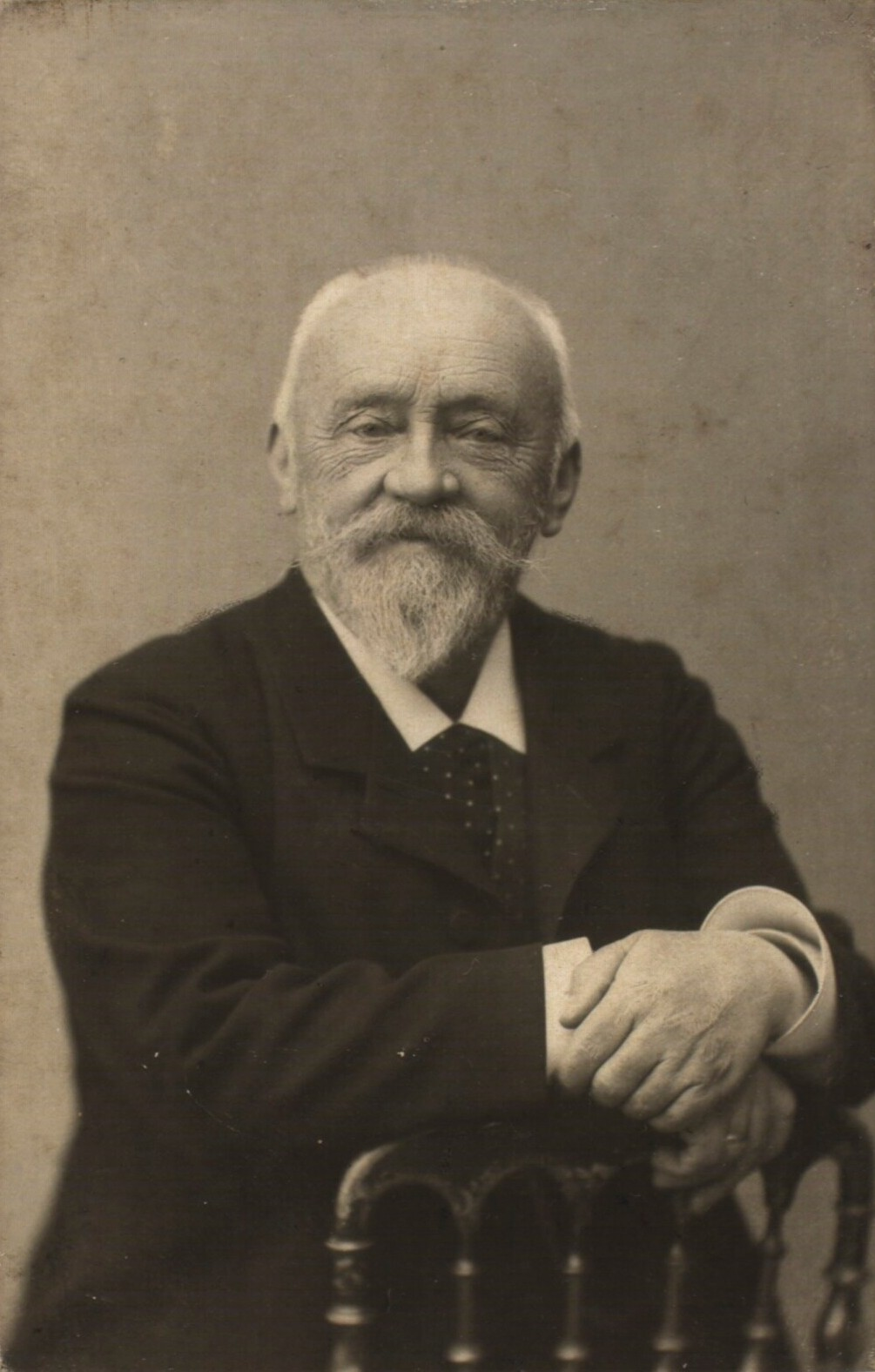
il pittore Simon Simonsen, 1910 circa
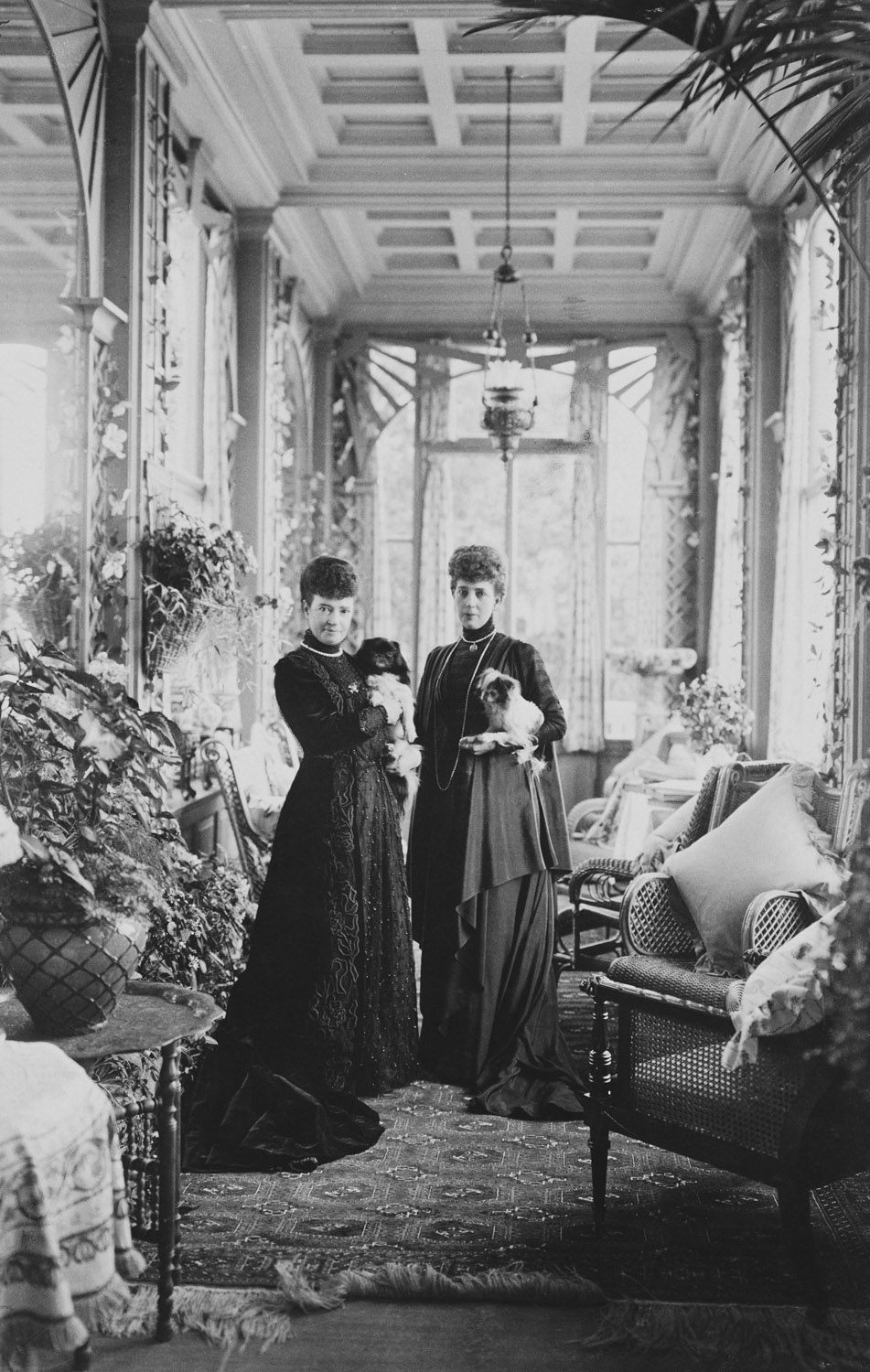
la principessa Alessandra con l'imperatrice di Russia Marija Fëdorovna, 1911
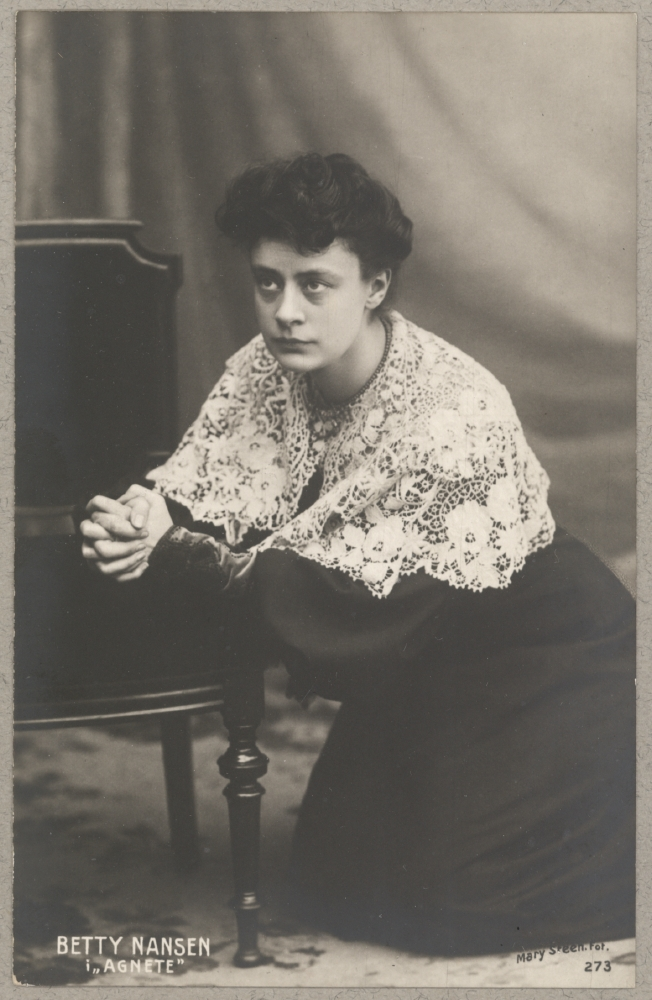
l'attrice Betty Nansen, senza data